# Claire Bloom
Patricia Claire Bloom, ursprungligen Blume, född 15 februari 1931 i Finchley, London, är en brittisk skådespelare.

## Biografi
Claire Bloom, vars farföräldrar och morföräldrar var immigranter från Östeuropa, evakuerades till USA som nioåring och återvände till England 1943. Hon började då studera vid en dramaskola och medverkade i en radiopjäs. Som 15-åring kom hon till Oxford Repertory Theatre.[källa behövs]
Hon medverkade sedan i flera teateruppsättningar i Stratford-upon-Avon, bland annat som Ofelia i Hamlet. Bloom gjorde filmdebut 1948. Hennes stora genombrott kom som balettdansösen Terry i Charlie Chaplins vemodiga film Rampljus (1952). Sedan dess har hon medverkat i film, TV och på teater på båda sidor Atlanten. Sommaren 1954 spelade hon Ofelia mot Richard Burtons Hamlet på Kronborg i Helsingör.
Hon var gift första gången 1959–1969 med skådespelaren Rod Steiger, andra gången 1969–1974 med teaterproducenten Hillard Elkins och tredje gången 1990–1995 med författaren Philip Roth.

## Filmografi i urval
- 1948 – Den blinda gudinnan
- 1952 – Rampljus
- 1953 – Träffpunkt Berlin
- 1955 – Richard III
- 1958 – Bröderna Karamazov
- 1959 – Se dig om i vrede
- 1962 – Bröderna Grimms underbara värld
- 1963 – Det spökar på Hill House
- 1965 – Spionen som kom in från kylan
- 1968 – Charly
- 1981 – Gudarnas krig
- 1981 – En förlorad värld (TV-serie)
- 1983 – Separate Tables (TV-film)
- 1985 – I skymningslandet (TV-film)
- 1986 – Anastasia (TV-film)
- 1987 – Mardrömmen (TV-film)
- 1989 – Små och stora brott
- 1995 – På tal om Afrodite
- 1996 – Daylight
- 2003 – The Republic of Love
- 2005–2013 – Doc Martin (TV-serie) (gästroll)
- 2010 – The King's Speech

## Externa länkar

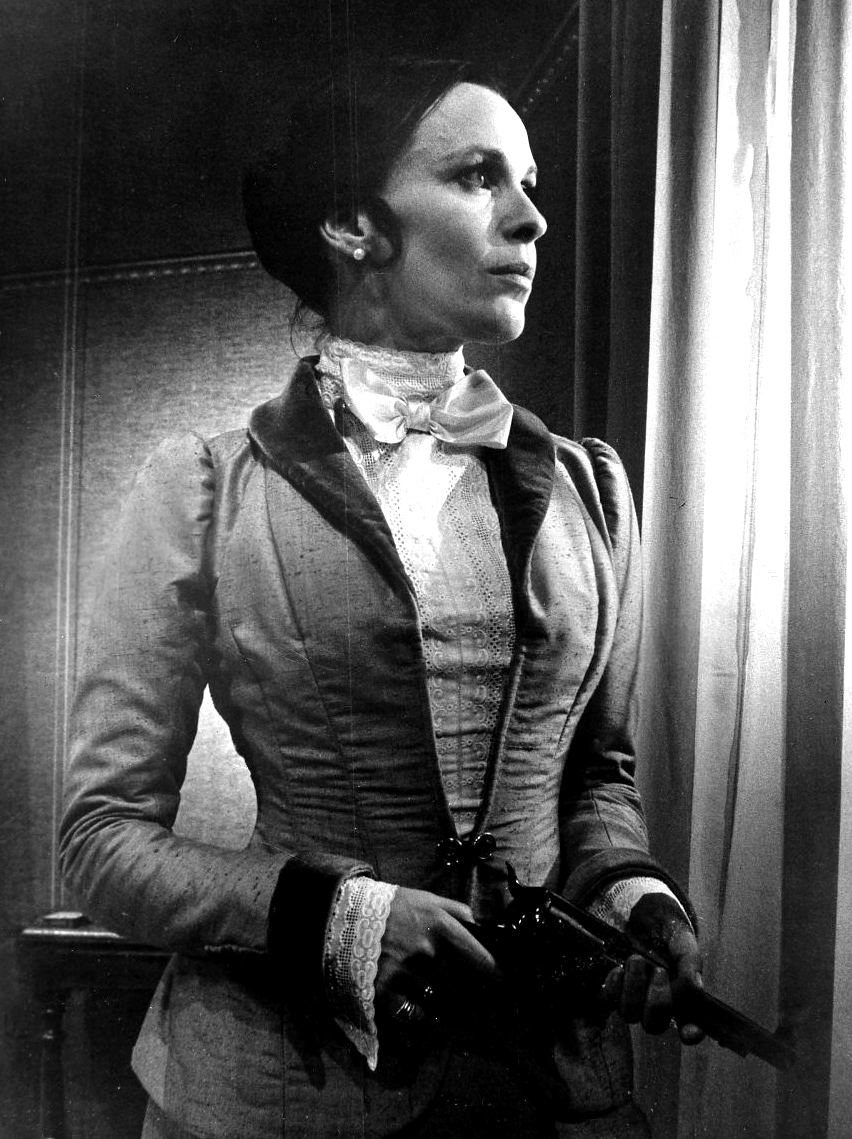
Claire Bloom i broadwayuppsättningen av Hedda Gabler 1971.